# Masicera clausa
Masicera clausa là một loài ruồi trong họ Tachinidae.